# Velká Chyška
Velká Chyška (německy Groß Chischka) je obec v okrese Pelhřimov v Kraji Vysočina. Leží pět kilometrů severně od Pacova. Žije zde 261 obyvatel.

## Historie
První písemná zmínka o obci pochází z roku 1143, kdy ji kníže Vladislav II. spolu s dalšími statky svou darovací listinou potvrdil Strahovskému klášteru. Nazývala se tehdy latinsky  "villa Cisca". V roce 1273 se uvádí pod jménem villa Chicka a v roce 1410 již  česky Chysska. Na konci 16. století držel Chyšku rod Španovských z Lisova. V roce 1603 strahovský opat Jan Lohelius obeslal Mikuláše Španovského z Lisova o výplatu Chyšky a blízkých vesnic Bratřic a Útěchovic. Po několikaletém sporu o držbu rozhodl komorní soud ve prospěch kláštera a tehdejšího opata Kašpara Questenberka, že uvedené vesnice má Španovský proti výplatě skutečně premonstrátům postoupit (10. ledna 1615).  Na začátku stavovského povstání byla Chyška klášteru odňata a prodána Janovi Ostrovskému ze Skalky, ale dříve, než byla smlouva vložena v desky zemské, bylo povstání poraženo a vesnice vrácena předchozímu majiteli. Strahovskému klášteru patřila až do zániku patrimoniální správy. Později je nazývána také Prelátská Chyška,  v Schallerově místopisu z roku 1790 "dříve Prelátská Chýška" je popsána jako ves s 50 číslovanými domy, se zámečkem a farním kostelem Jana Křtitele.

## Obyvatelstvo
| Rok            | 1869 | 1880 | 1890 | 1900 | 1910 | 1921 | 1930 | 1950 | 1961 | 1970 | 1980 | 1991 | 2001 | 2011 | 2021 |
| -------------- | ---- | ---- | ---- | ---- | ---- | ---- | ---- | ---- | ---- | ---- | ---- | ---- | ---- | ---- | ---- |
| Počet obyvatel | 616  | 616  | 534  | 534  | 527  | 557  | 495  | 402  | 403  | 396  | 407  | 334  | 301  | 302  | 259  |
| Počet domů     | 64   | 64   | 64   | 66   | 68   | 70   | 86   | 90   | 88   | 90   | 90   | 108  | 119  | 120  | 118  |

## Obecní správa

### Obecní symboly
Znak a vlajka byly obci uděleny rozhodnutím předsedy Poslanecké sněmovny Parlamentu České republiky dne 17. února 2006.

## Školství
- Mateřská škola Velká Chyška

## Pamětihodnosti
- Kostel svatého Jana Křtitele, první stavba byla románská, vystřídala ji gotická, která shořela roku 1698, byla obnovena roku 1699 a zbořena roku 1897. Nynější novorománská jednolodní stavba s pětibokým presbytářem a hranolovou věží v průčelí  byla podle plánů architekta Aloise Potůčka postavena v letech 1897-1898[13] za patronátu strahovského opata Zikmunda Starého, který podle shodného projektu, jen s drobnými odchylkami v dekoraci dal postavit také strahovské patronátní  kostely ve Střešovicích, v Nebušicích a v Úhonicích.[14] Ze starého chrámu je na vnější stěně presbytáře zazděna náhrobní deska Kateřiny Berničky z Kraselova s erbem neúplného klobouku a českým nápisem s letopočtem 1578.[15]
- barokní fara (nově opravená) - budova je vymalovaná freskami Siarda Noseckého, po požáru přestavěná v klasicistním slohu; Siard Nosecký namaloval také portrét opata asi z roku 1730; její zahradní altánek byl druhotně opatřen dveřmi z kostela, malovanými dvěma Noseckého obrazy

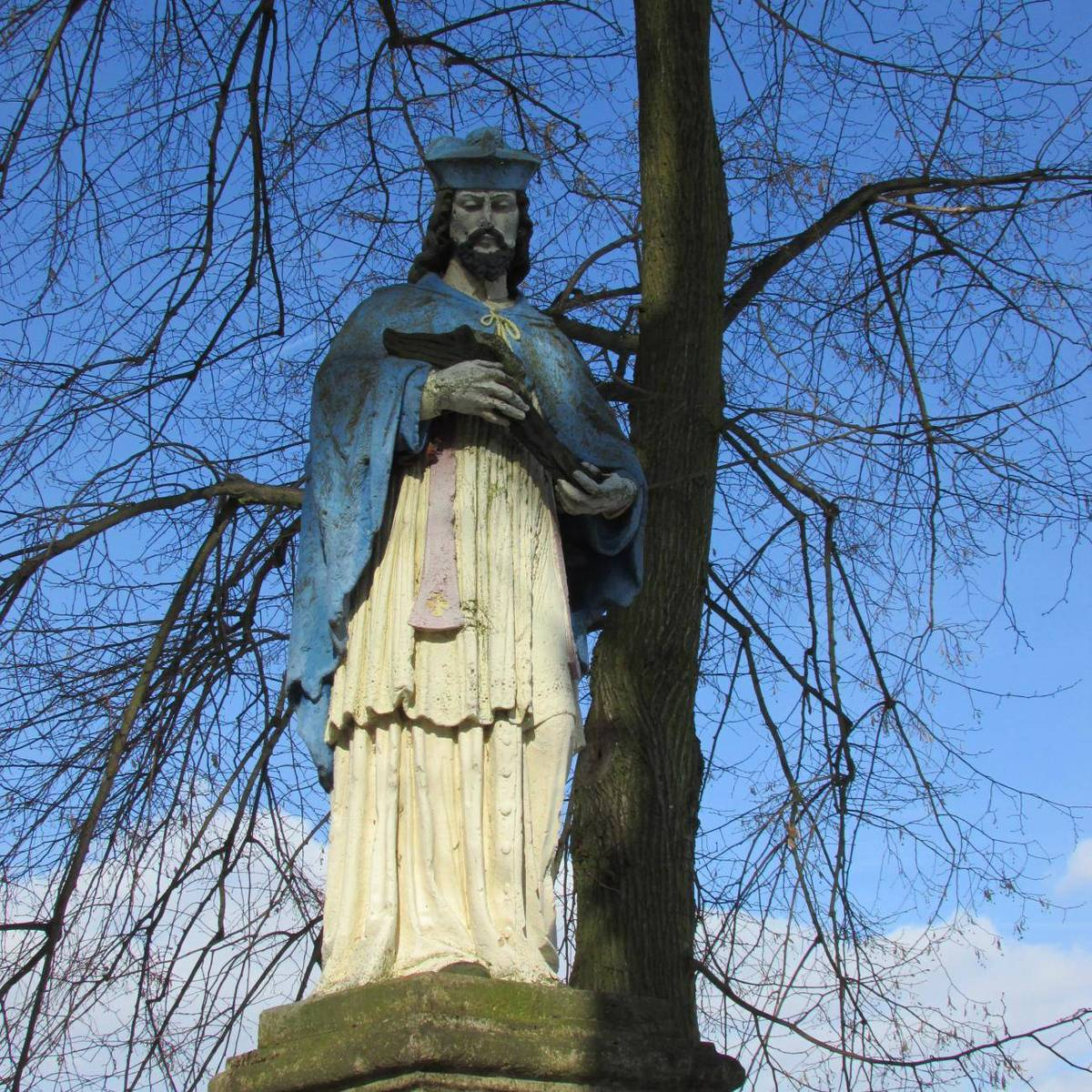
Socha sv. Jana Nepomuckého

- Socha svatého Jana Nepomuckého na návsi, dílo V. Foita z Pelhřimova z roku 1898 stojí na soklu z r. 1742
- výklenková kaple Panny Marie
- kamenná Boží muka
- dva pamětní kříže z 19. století
- Poutní kaple sv. Jana Křtitele na vrchu Stražiště se zázračnou studánkou nad obcí; podle J. Schallera "místní lidé podle kamenů tvrdí, že tam stával zámek".

## Osobnosti
- Siard Nosecký